# 郭文叁
郭文叁（1955年—），山东利津人，汉族，中华人民共和国政治人物、第十二届全国人民代表大会安徽地区代表。
毕业于同济大学硅酸盐专业。加入中国共产党。原安徽海螺集团有限责任公司董事长、党委书记，安徽海螺水泥股份有限公司董事长，安徽海螺创业投资有限公司董事长（2013年5月27日海川第二届股东大会上辞任董事长一职），并兼任中国建材工业协会副会长、中国国际工程咨询公司专家委员会专家等职务。2008年起担任全国人大代表。2013年，担任全国人大代表。